# Blaž Madon
Blaž Madon, slovenski rimskokatoliški duhovnik, * 10. september 1816, zaselek Podlaka na Banjški planoti, † 22. avgust 1904, Šempas.
Sveto mašniško posvečenje je prejel 21. septembra 1841 v Gorici. Najprej je bil kaplan v Prvačini, nato vojaški kaplan pri 34. avstrijskem pehotnem polku v glavnem mestu pokrajine Bergamo. Od tam je bil premeščen na fregato Gauriera in kasneje na fregato Belono. Zapustil je vojaško službo in bil župnik v Ločniku, Prvačini in nazadnje v Šempasu, kje je tudi umrl.